# Fritz Fichtner (Kunsthistoriker)

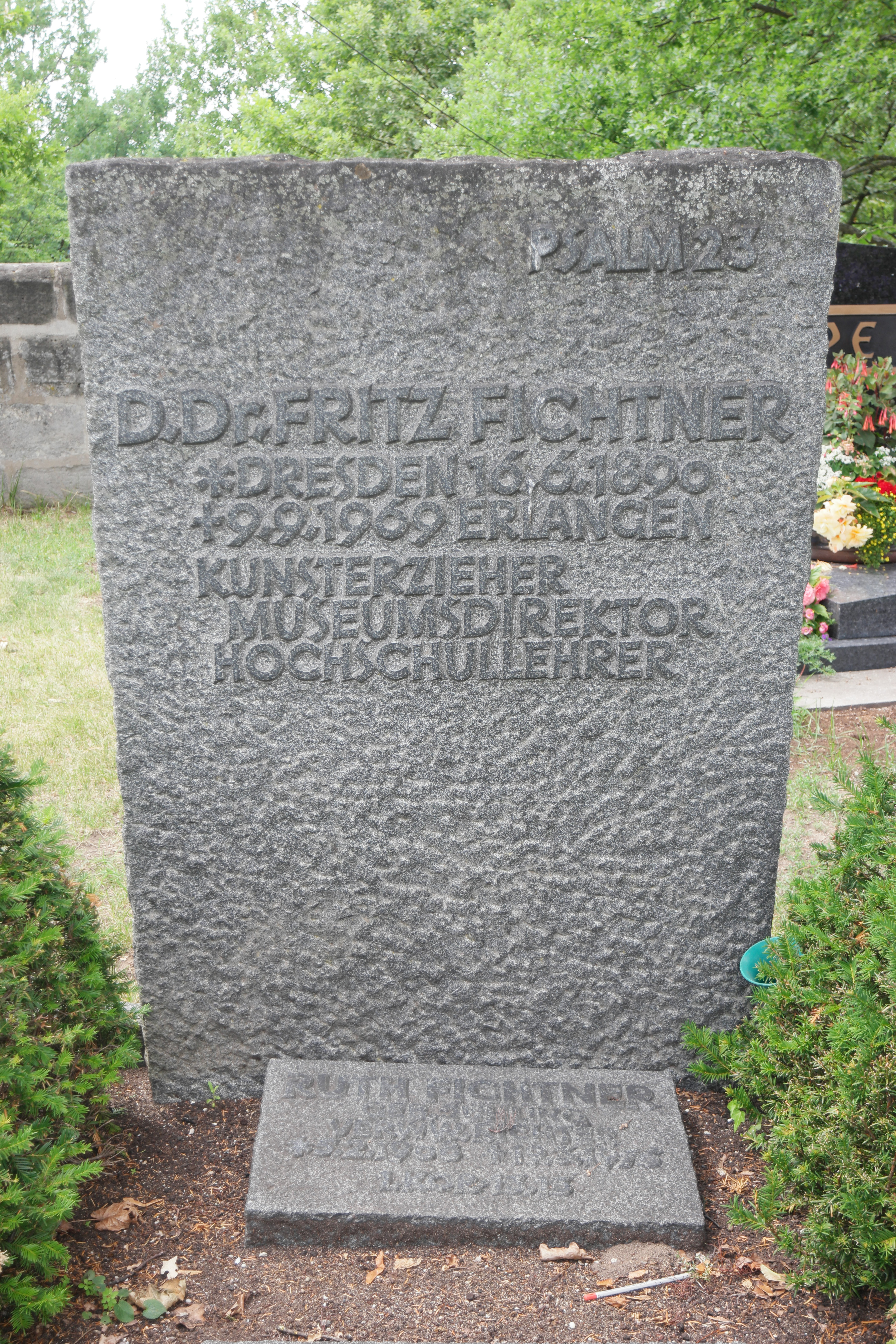
Grab von Fritz Fichtner auf dem Neustädter Friedhof in Erlangen

Paul Fritz Fichtner (* 16. Juni 1890 in Dresden; † 9. September 1969 in Erlangen) war ein deutscher Kunsthistoriker und Christlicher Archäologe.

## Leben
Der Sohn des Bezirksschullehrers Paul Fichtner besuchte das Staatsgymnasium in Dresden und das Lehrerseminar in Zschopau, wo er 1910 die Abschlussprüfung ablegte und anschließend bis 1912 als Volksschullehrer in Dresden-Lockwitz tätig war. 1912 legte er das pädagogische Staatsexamen ab und studierte von 1912 bis 1913 an der Staatlichen Akademie der Bildenden Künste und der Akademie für Kunstgewerbe in Dresden. Nach der Teilnahme am Ersten Weltkrieg erwarb er das Akademie-Diplom für den höheren Schuldienst und wurde 1918 Lehrer an der Ersten Realschule in Leipzig, von 1919 bis 1933 war er als Lehrer am Staatsgymnasium Dresden-Neustadt angestellt.
Daneben studierte er 1918/19 an der Universität und an der Akademie für Graphische Künste in Leipzig, sowie 1919 bis 1921 an der Technischen Hochschule Dresden, wo er auch als wissenschaftlicher Hilfsarbeiter am Institut für Kunstgeschichte und Denkmalpflege tätig war. 1921 wurde er an der Universität Leipzig bei Wilhelm Pinder promoviert, dies nur mit spezieller Ministererlaubnis, da er kein allgemeingültiges Abitur besaß. 1922 bis 1924 war er Assistent am Institut für Kunstgeschichte und Denkmalpflege an der Technischen Hochschule Dresden, wurde dort 1923 habilitiert und 1928 zum apl. Professor ernannt. Von 1925 bis 1928 arbeitete er als Volontär an den Staatlichen Sammlungen in Dresden. Ferner war er 1928 bis 1933 als Dozent für Kunstwissenschaften an der Akademie für Kunstgewerbe und 1928 bis 1936 an der Akademie der Bildenden Künste tätig. 1929 wurde er Abteilungsleiter am praktisch-pädagogischen Seminar der Technischen Hochschule Dresden. 
Neben der Lehrtätigkeit war Fichtner seit 1929 zunächst Assistent an der Porzellansammlung, ab 1931 wurde er deren kommissarischer Leiter, zum 1. Februar 1933 deren Direktor. Er trat zum 1. Mai 1933 der NSDAP (Mitgliedsnummer 2.451.105) und im Juni desselben Jahres der SA bei. Er wurde neben der Porzellansammlung Leiter des Kunstgewerbemuseums und 1937 Museumsreferent im sächsischen Innenministerium und eine Art Generaldirektor der Staatlichen Sammlungen Dresden. In diesen Funktionen betrieb er die ideologische Ausrichtung der Sammlungen und ihrer Mitarbeiter. Im November 1933 unterzeichnete er das Bekenntnis der deutschen Professoren zu Adolf Hitler. Er war an der Enteignung jüdischen Kunstbesitzes beteiligt. Ab 1939 war er für die Evakuierung der Dresdner Kunstschätze verantwortlich.
Nach der Entlassung aus der Kriegsgefangenschaft 1945 ließ er sich in Coburg nieder und wurde im Januar 1948 als „Mitläufer“ eingestuft. Ab dem Herbst 1948 lehrte er zunächst mit einem Lehrauftrag, ab 1951 als außerplanmäßiger Professor, ab 1955 als ordentlicher Professor am Seminar für Christliche Archäologie und Kunstgeschichte an der evangelisch-theologischen Fakultät der Universität Erlangen. Gleichzeitig hatte er von 1949 bis 1954 einen Lehrauftrag an der Philosophisch-Theologischen Hochschule Bamberg. 1958 wurde er pensioniert, vertrat den Lehrstuhl jedoch noch bis 1961, sein Nachfolger wurde Ernst Adalbert Voretzsch.
Fichtner war seit dem Ersten Weltkrieg in der Kriegsgräberfürsorge aktiv und einer der Begründer der Arbeitsgemeinschaft Friedhof und Denkmal.